# Monaster Krzyża w Jerozolimie
Monaster Krzyża (hebr. מנזר המצלבה, gruz. ჯვრის მონასტერი [jvris monast'eri]) – prawosławny monaster położony w dzielnicy Newe Granot w Jerozolimie, w jurysdykcji Patriarchatu Jerozolimy.

## Opis
Monaster położony jest w dolinie na wschód od wzgórza, na którym znajdują się Kneset i Muzeum Izraela. Zabudowania klasztorne otoczone są potężnymi murami obronnymi, przypominającymi twierdzę. Wynika to z faktu, że aż do końca XIX wieku monaster znajdował się na pustkowiu poza Jerozolimą i był narażony na ataki rabusiów. Wejściem do monasteru jest niewielka furta w murze, która otwiera się na obsadzony wiekowymi drzewami dziedziniec, otoczony celami mnichów. Cerkiew monasteru jest podzielona rzędami kolumn na 3 nawy, podłogi zdobią wspaniałe mozaiki (częściowo z V w.), wyobrażające zwierzęta, motywy geometryczne i roślinne. Ściany wewnątrz cerkwi pokrywają barwne freski, przedstawiające świętych. Ołtarz oddziela od nawy murowany, ozdobiony freskami ikonostas.

## Historia
Monaster zawdzięcza swoje istnienie legendzie, która lokalizowała w tym miejscu drzewo, z którego wyciosano krzyż, na którym umarł Jezus Chrystus. To drzewo miało być zasadzone przez Adama, pielęgnowane przez Abrahama, podlewane przez Lota i częściowo wykorzystane przez Salomona przy budowie Świątyni jerozolimskiej.
Monaster powstał nie później niż w V w., chociaż żadne źródła nie podają, kto go założył. Można domniemywać, że powstał w czasach cesarza Konstantyna Wielkiego, jego matki, Helena lub gruzińskiego króla Miriana III. Monaster był odbudowany w XI w. przez gruzińskiego mnicha Prochora, na pozostałościach wcześniejszej budowli, zniszczonej przez Persów w 614. Zamieszkiwany przez mnichów, stał się religijnym i kulturalnym centrum Gruzinów, mieszkających w Palestynie. W XIII wieku zamieszkał tu gruziński poeta Szota Rustaweli i napisał tu poemat Rycerz w tygrysiej skórze. Fresk przedstawiający poetę został zniszczony przez wandali w 2004, tak jak wiele innych malowideł monasteru. Od 1685, gdy Gruzja utraciła niepodległość, monaster przejęli prawosławni Grecy, którzy odrestaurowali go w latach 60. i 70. XX w., a obecnie odnowili zniszczone freski.